# Burton, Michigan
Burton är en ort i Genesee County i delstaten Michigan, USA.